# American Locomotive Company
American Locomotive Company (скорочено ALCo, ALco, інколи ALCO) — американська локомотивобудівна компанія. Колись одна з найбільших у світі, разом з компаніями Baldwin і Lima входила до складу «Великої трійки». Виготовляла паровози (серед яких і знамениті Big Boy) та тепловози (в тому числі і на експорт), а також автомобілі і танк T14.

## Історія
Компанія утворилася в 1901 році шляхом злиття декількох невеликих компаній:
- Brooks Locomotive Works (м. Дункірк)
- Cooke Locomotive and Machine Works (м. Патерсон)
- Dickson Manufacturing Company (м. Скрентон)
- Manchester Locomotive Works (м. Манчестер)
- Pittsburgh Locomotive and Car Works (м. Піттсбург)
- Rhode Island Locomotive Works (м. Провіденс)
- Richmond Locomotive Works (м. Річмонд)
- Schenectady Locomotive Works (м. Скенектаді)

Головний офіс компанії був розміщений в Скенектаді (штат Нью-Йорк), а з головних заводів, залишилися тільки заводи в Скенектаді і в Монреалі.

## Продукція
- Тепловози RS-1, RS-2, RS-3, RS-11, RS-27, RS-32, RS-36, RSC -2, RSD-15.
- Паровози типу 2-6-1.